# Riu Koyukuk
El riu Koyukuk és un riu al nord d'Alaska que amb els seus 805 km és un dels principals afluents del riu Yukon. El riu drena una zona al nord d'aquest riu, al vessant sud de la serralada Brooks, sent el darrer gran afluent abans que el Yukon desemboqui al mar de Bering. El riu passa per les comunitats d'Evansville, Bettles, Alatna, Allakaket, Hughes i Huslia abans d'arribar a Koyukuk.

## Nom

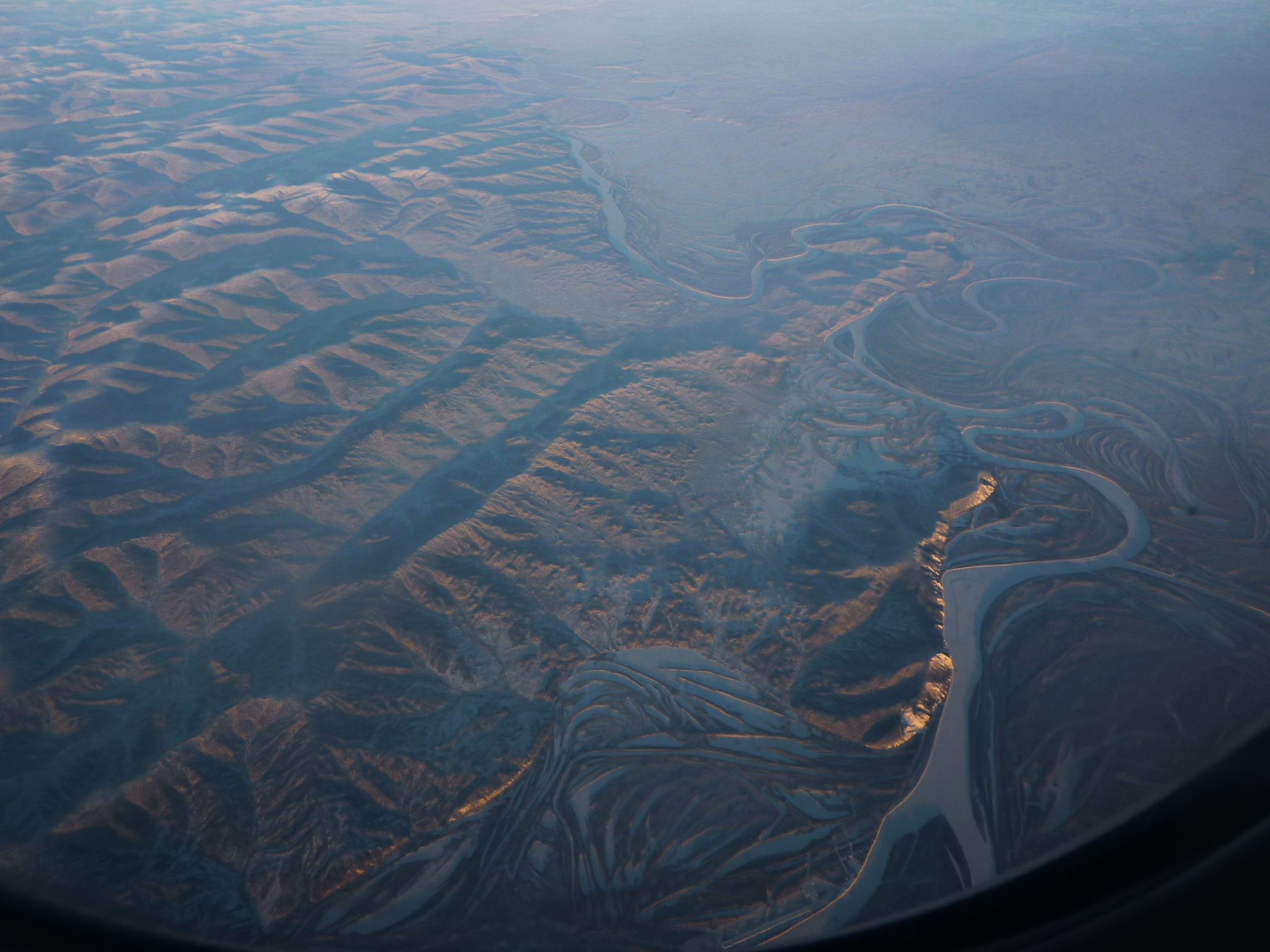
Curs baix del riu a l'hivern.

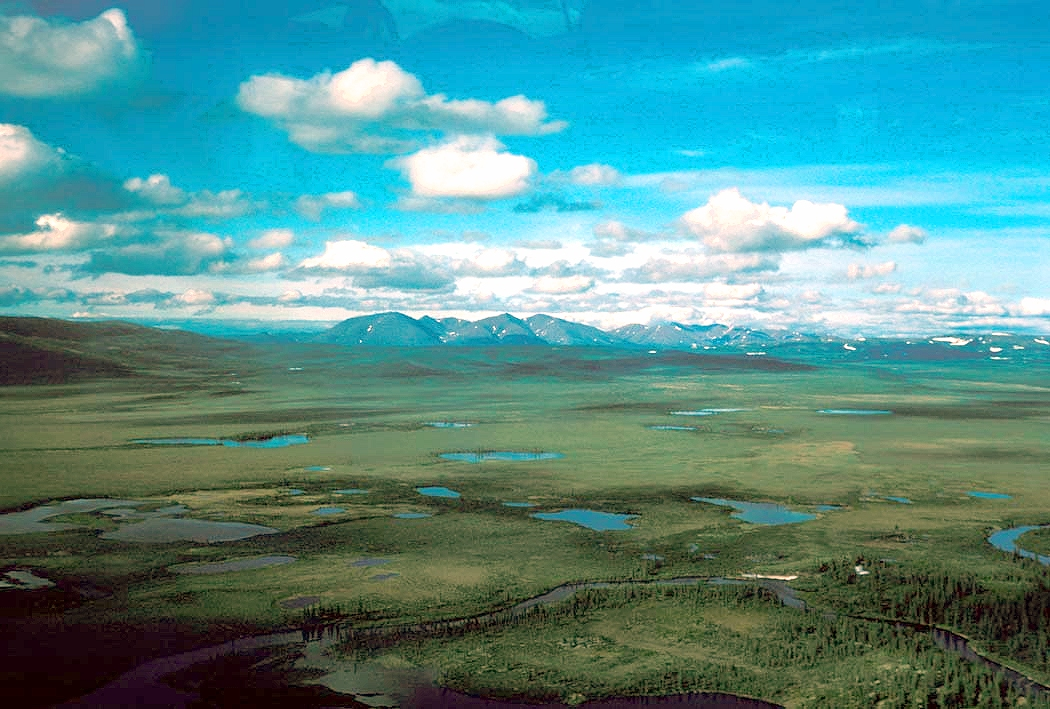
Zane Hills i riu Koyukuk.

Segons el lingüista i antropòleg William Bright, el nom del riu deriva de la paraula russa kuyukak, basada el 1838 en la paraula inupiaq kuvyukuq. La Western Union Telegraph Expedition posteriorment va convertir la paraula en Coyukuk, abans que la United States Board on Geographic Names es decidís per Koyukuk.

## Descripció
El riu neix a partir de diferents torrents per sobre del cercle polar àrtic, a les muntanyes Endicott i discorre generalment cap al sud-oest, passant per Bettles i unint-se al riu Yukon a Koyukuk, en una gran plana al·luvial que es troba protegida pel Koyukuk National Wildlife Refuge. Els afluents més importants són el North Fork Koyukuk River, el Glacier, l'Alatna i el John.

## Història
El rus Petr Malakov arribà al riu i la seva unió amb el Yukon el 1838. Posteriorment, Henry Allen i Fred Fickett, pertanyents a l'exèrcit americà, van remuntar i explorar el riu el 1885. La descoberta d'or a Middle Fork el 1893 va donar lloc a una febre de l'or a partir de 1898, amb la formació de llocs d'explotació minera, entre ells Bettles, aigües amunt del riu. El 1929, Robert "Bob" Marshall explorà el North Fork del riu Koyukuk i va donar el nom de Gates of the Arctic a part alta de la serralada Brooks al llarg del riu. El 1980 el Congrés dels Estats Units va designar 100 milles del North Fork del riu Koyukuk com a Koyukuk Wild and Scenic River.

## Flora i fauna
La vegetació al llarg del riu Koyukuk és escassa en la seva part alta, i consisteix en vegetació pròpia de la tundra, com ara salzes nans i altres arbustos, joncs i líquens. Aigües avall, en elevacions menors, predominen la taigà i plantes boreals, excepte a Koyukuk Flats, prop de la desembocadura, on els joncs i altres herbes dominen els muskeg mal drenats. Els arbres que es troben, en zones més ben drenades al llarg del riu, són el vern de muntanya, el populus tremuloides i dos gèneres de picea, la blanca i la negra.
Les principals espècies de peixos que hi ha a la part baixa del riu Koyukuk són la llamprea àrtica i el salmó vermell. El salmó vermell i altres espècies de salmó, també abunden al llarg de la part alta i els afluents.
Els caribús migren a través de la part alta de la conca del Koyukuk. Altres grans vertebrats de la regió són el pigarg americà, ossos bruns i negres, el visó, el castor, la marta i la llúdria del Canadà. Al vegades les grans balenes beluga visiten el curs inferior del riu.
Grans ramats d'ants evolucionen per diverses parts de la conca, sobretot a les zones riberenques aigües avall de Hughes, atreuen caçadors d'arreu, ossos i llops. Un consorci format per caçadors d'ants i forestals treballen per mantenir la població d'ants a nivells sostenibles.
Des del 2005 no s'ha publicat cap estudi sobre la presència d'invertebrats a la zona. Informació inclosa en els estudis per a la instal·lació d'un gasoducte a través de la seva conca va suggerir la presència d'una gran varietat de mosques, entre elles la mosca negra, efemeròpters, plecòpters i tricòpters.